# Luxemburgische Eishockeyliga 2002/03
Die Saison 2002/03 war die siebte und vorerst letzte Spielzeit der luxemburgischen Eishockeyliga, der höchsten luxemburgischen Eishockeyspielklasse. Meister wurde zum insgesamt siebten Mal in der Vereinsgeschichte Tornado Luxembourg.

## Hauptrunde
|    | Klub               |
| -- | ------------------ |
| 1. | Tornado Luxembourg |
| 2. | Rapids Remich      |

Sp = Spiele, S = Siege, U = Unentschieden, N = Niederlagen